# تارانكون
بلدية تارانكون (بالإسبانية: Tarancón)‏، هي إحدى بلديات مقاطعة قونكة إحدى مقاطعات إسبانيا، و التي تقع في منطقة قشتالة لا منتشا وسط البلاد، و المائلة لجهة الشرق من إسبانيا.
يبلغ عدد سكانها 14.214 نسمة وفقاً لإحصائية سنة (2007).

## أعلام
- خافيير مارتينيز غونزاليس